# Jan Krautwurm
Jan Krautwurm (12. prosince 1882 Domažlice – 26. března 1942 Dachau) byl český dělník, politik a oběť nacistického režimu. Byl jedním z organizátorů protihabsburského a protiválečného odporu ve Škodových závodech v Plzni. Patřil mezi zakladatele KSČ na Plzeňsku, stál v čele redakční rady deníku Pravda.
Pracoval jako topič ve Škodových závodech, později se živil jako podomní prodejce a roku 1923 je uváděn jako majitel obchodu s koloniálním zbožím. Jako člen sociální demokracie založil v roce 1921 organizaci KSČ na Plzeňsku, v letech 1925 a 1929 byl zvolen členem městského zastupitelstva v Plzni 1925–1929, členem městské rady (referát inventárního úřadu) a členem krajského výboru strany. Po nástupu nacismu k moci byl zatčen a uvězněn v koncentračních táborech Oranienburg a Dachau, kde zemřel. Byl také členem Sokola.

## Rodina, osobní život
Dne 26. února 1906 se oženil s Cecílií, roz. Ludvíkovou (nar. 1884). Narodily se jim dcery Anna (nar. 1908), Vlasta (nar. 1914) a syn Miroslav (nar. 1918).

## Připomínka
V Plzni po něm bylo pojmenováno náměstí Jana Krautwurma (předtím pojmenováno náměstí Budovatelů, roku 1990 bylo přejmenováno na náměstí Heliodora Píky). V letech 1946-1990 byla v plzeňské místní části Doubravka umístěna jeho pamětní deska.

### Monografie
- "Plzeňská radnice mezi válkami Kdo byl kdo ve vedení města v letech 1918–1939"
- "Pokrokové osobnosti v názvech plzeňských prostranství"